# 무소고기잡이쥐
무소고기잡이쥐(Neusticomys mussoi)는 비단털쥐과에 속하는 설치류의 일종이다. 베네수엘라 서부의 토착종으로 해발 1000~1200m 지역에서 발견된다. 반수생 동물로 민물 무척추동물을 먹는다.